# خاتم المهندس

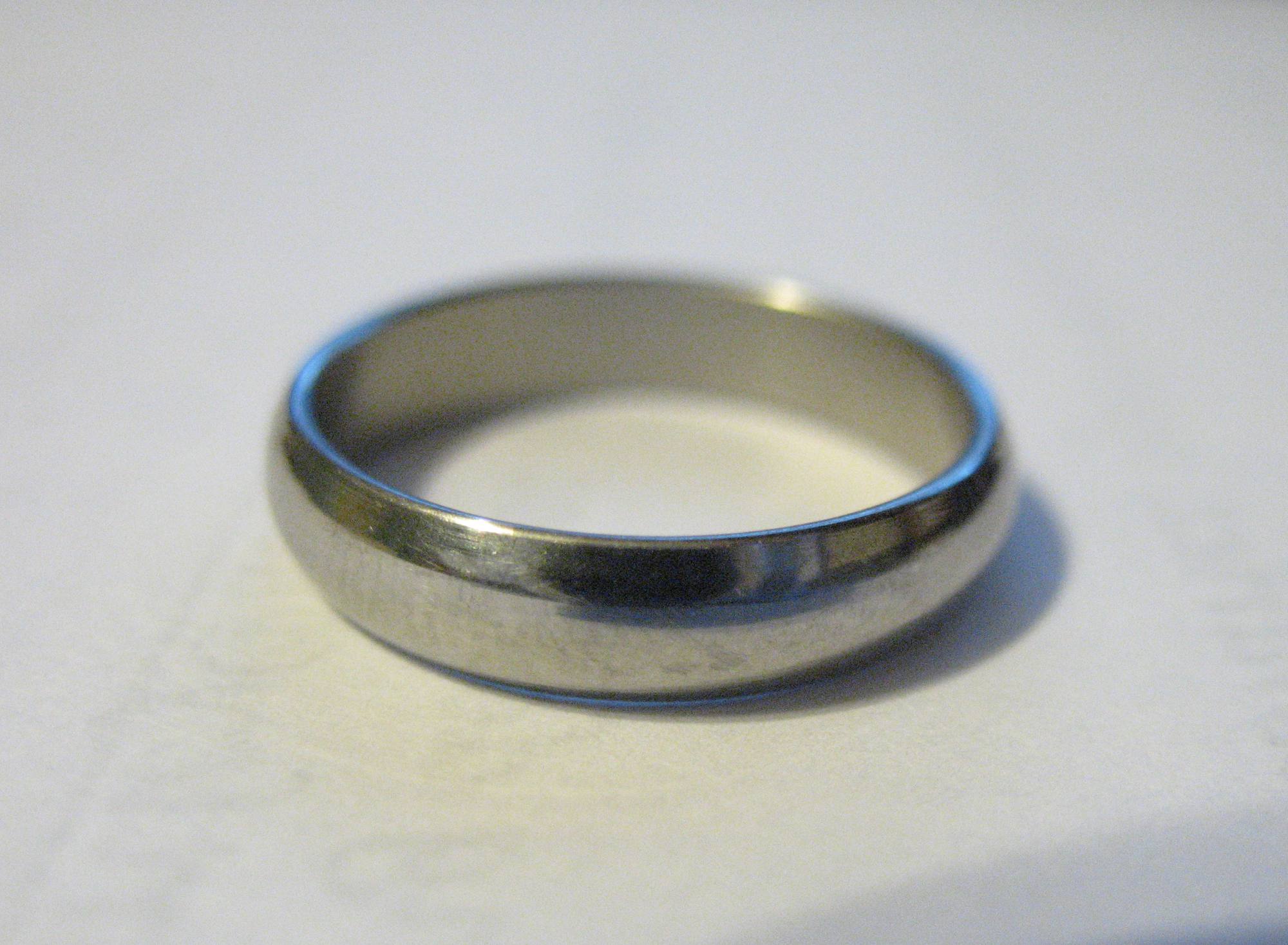

إن خاتم المهندس عبارة عن خاتم يرتديه أعضاء نقابة المهندسين، وهي مؤسسة زمالة مكوَنة من المهندسين الذين ينبغي أن يكونوا مهندسين مدَرَبين كي ينضموا إليها. [بحاجة لمصدر] وعادةً ما يكون الخاتم عبارة عن شريط من الصلب المقاوم للصدأ ويتم ارتداؤه في إصبع الخنصر من اليد المُستخدَمة بشكلٍ رئيسي. [بحاجة لمصدر] ويتم صنعه من الصلب المقاوم للصدأ لأنه يتلامس مع كل أنواع الأعمال التي يؤديها المهندس. وعادة ما تكون الخواتم مصبوبة من الحديد في أشكال غير جذابة وبسيطة فهي مصنوعة لتوضح طبيعة العمل. ويُعتبَر الخاتم رمزًا لليَمين الذي أقسمه من يرتديه، كما أنه يرمز إلى وحدة المهنة في هدفها من إفادة البشرية. ويصف الخاتم المصنوع من الصلب المقاوم للصدأ قوة المهنة. [بحاجة لمصدر]
يتسلم المهندسون الخاتم بعد أداء اليمين المعروف بـتعهد المهندس, خلال احتفالية خاصة لارتداء الخاتم. وحدهم فقط ممن يستوفون المعايير العالية للتدريب أو الخبرة الهندسية الاحترافية هم من يمكنهم قبول التعهد الذي يتم تلقيه طوعًا مدى الحياة. ولا يُعد هذا الالتزام عملاً تافهًا، ولكنه بالأحرى بمثابة حفل لتقديم المهندس إلى مجال عمله وسط حضور أفضل العاملين في مهنته.[بحاجة لمصدر]

## وصلات خارجية
- Official Website
- ASCE Order of the Engineer Website